# Liste der Bodendenkmäler im Lindenhardter Forst-Nordwest
Auf dieser Seite sind die Bodendenkmäler in dem oberfränkischen gemeindefreien Gebiet Lindenhardter Forst-Nordwest zusammengestellt. Diese Tabelle ist eine Teilliste der Liste der Bodendenkmäler in Bayern. Grundlage ist die Bayerische Denkmalliste, die auf Basis des Bayerischen Denkmalschutzgesetzes vom 1. Oktober 1973 erstmals erstellt wurde und seither durch das Bayerische Landesamt für Denkmalpflege geführt wird. Die folgenden Angaben ersetzen nicht die rechtsverbindliche Auskunft der Denkmalschutzbehörde.

| Lage                                    | Objekt                                                              | Akten-Nr.     | Bild |
| --------------------------------------- | ------------------------------------------------------------------- | ------------- | ---- |
| Lindenhardter Forst-Nordwest (Standort) | Abschnittsbefestigung vermutlich des frühen und hohen Mittelalters. | D-4-6135-0109 |      |
| Lindenhardter Forst-Nordwest (Standort) | Grabhügel vorgeschichtlicher Zeitstellung.                          | D-4-6135-0111 |      |